# Orgilus podus
Orgilus podus är en stekelart som beskrevs av Braet och Van Achterberg 2001. Orgilus podus ingår i släktet Orgilus och familjen bracksteklar. Inga underarter finns listade i Catalogue of Life.